# Vollidiot (Roman)
Vollidiot ist ein 2004 erschienener Bestsellerroman des deutschen Schriftstellers Tommy Jaud. 2007 erschien die erste Fortsetzung Millionär, 2012 die zweite namens Überman.
Das Buch wurde 2007 unter demselben Titel mit Oliver Pocher in der Hauptrolle verfilmt.

## Handlung
Simon Peters arbeitet als „T-Punkt“-Verkäufer und wurde von seiner Freundin verlassen. Er bahnt sich nun den Weg durch fünf Etappen der Verarbeitung, während er sich dabei immer mehr zum Vollidioten entwickelt. Als Ergebnis ist er arbeitslos, hoch verschuldet und die Beziehung zu seinen Freunden verschlechtert sich zunehmend. Seine innere Unzufriedenheit versucht er durch Sarkasmus zu überdecken. Dieser äußert sich speziell im Umgang mit seinen Freunden. Außerdem meldet er sich in einem Fitnessclub an, wo er allerdings selten hingeht.
Nachdem er ohne Liebeserlebnis aus seinem Singleclub-Urlaub wiederkommt, verschlechtert sich seine Laune. Kurz darauf verliebt er sich in die Barista „Marcia P. Garcia“ der US-amerikanischen Kaffeekette Starbucks. Nach Schwierigkeiten der Kontaktaufnahme mit ihr entwickelt er mit seiner besten Freundin Paula einen Plan, indem er Marcia zu einem Konzert der Fantastischen Vier einlädt. Dort entpuppt sich seine Traumfrau, mit der der Protagonist schon Kinder und Heirat im Kopf durchspielt, aber als oberflächliche und egozentrische Zicke.
Aufgrund der fortschreitenden Wandlung zum Vollidioten sorgen sich seine Freunde Paula, Flik und Phil. Simon besucht Fliks Spanischkurs, um da dessen neue Freundin Daniela zu treffen. Daniela verliebt sich in ihn und beendet die Beziehung zu Flik. Nach einem Besuch in einem Kölner Bordell gesteht er Flik die ganze Geschichte, woraufhin auch diese Freundschaft bröckelt. Zu guter Letzt verliert Simon seinen Job, weil er einer Achtjährigen ein Handy verkauft, es allerdings danach durch einen Einbruch wieder zurückgenommen hat. Er reagiert darauf mit einer vollständigen Isolation von der Außenwelt, indem er sich einschließt, Klingel und Telefon abstellt und sich mit Fast Food und Wein versorgt.
An seinem 30. Geburtstag bricht Paula mit zwei Feuerwehrmännern die Tür auf und redet ihm zu, was dieses Mal seine Wirkung erreicht. Mittels einer SMS, die er versehentlich an sein gesamtes Telefonbuch sendet, lädt er alle Figuren des Buches zu seiner Geburtstagsparty ein. Auf der Party verliebt er sich in seine ehemalige Chefin. Als symbolischen Schlussakt verbrennt er auf dem IKEA-Parkplatz seinen Singlesessel „Jennylund“, den er zu Beginn der Handlung gekauft hatte.

## Hörbuch
- Das Buch wurde 2005 als Hörbuch vertont; Sprecher war Christoph Maria Herbst. Das Vorwort wird vom Autor Tommy Jaud selbst gelesen.

## Rezensionen
- Wolfgang Höbel konstatierte im Spiegel, Tommy Jaud habe mit den Bestsellern „Vollidiot“ und „Resturlaub“ ein brachliegendes Genre neu belebt – den deutschen Männerroman.[1]